# 日本林蛙
日本林蛙（学名：Rana japonica）为赤蛙科赤蛙屬的两栖动物。

## 特征
身体长4－6厘米；背面和体侧为绿黄色、绿灰色、草黄色或浅棕色，有深灰色小点，四肢有横纹斑，鼓膜处有三角形黑斑；乳黄色或乳白色腹面；皮肤光滑，背侧褶明显，从眼睛后部直达胯部，在鼓膜上方不曲折；雄蛙没有声囊，第一指基部有灰白色指垫；趾间有蹼。

## 分布
分布于台湾岛、日本以及中国大陆的江苏、浙江、安徽、福建、江西、河南、湖北、湖南、广东、广西、贵州、甘肃等地，一般生活于山区草间、水塘以及水沟及水田周围。其生存的海拔上限为2000米。该物种的模式产地在宁波及舟山。